# Utelle
Utelle (nel XIX secolo in italiano talvolta anche Utello o Utella) è un comune francese di 844 abitanti, situato nel dipartimento delle Alpi Marittime della regione della Provenza-Alpi-Costa Azzurra.
Il paese è particolarmente conosciuto per i suoi pellegrinaggi alla Madonna d'Utelle e la sua chiesa è classificata come monumento storico. I suoi abitanti sono chiamati Utellois.

## Geografia fisica

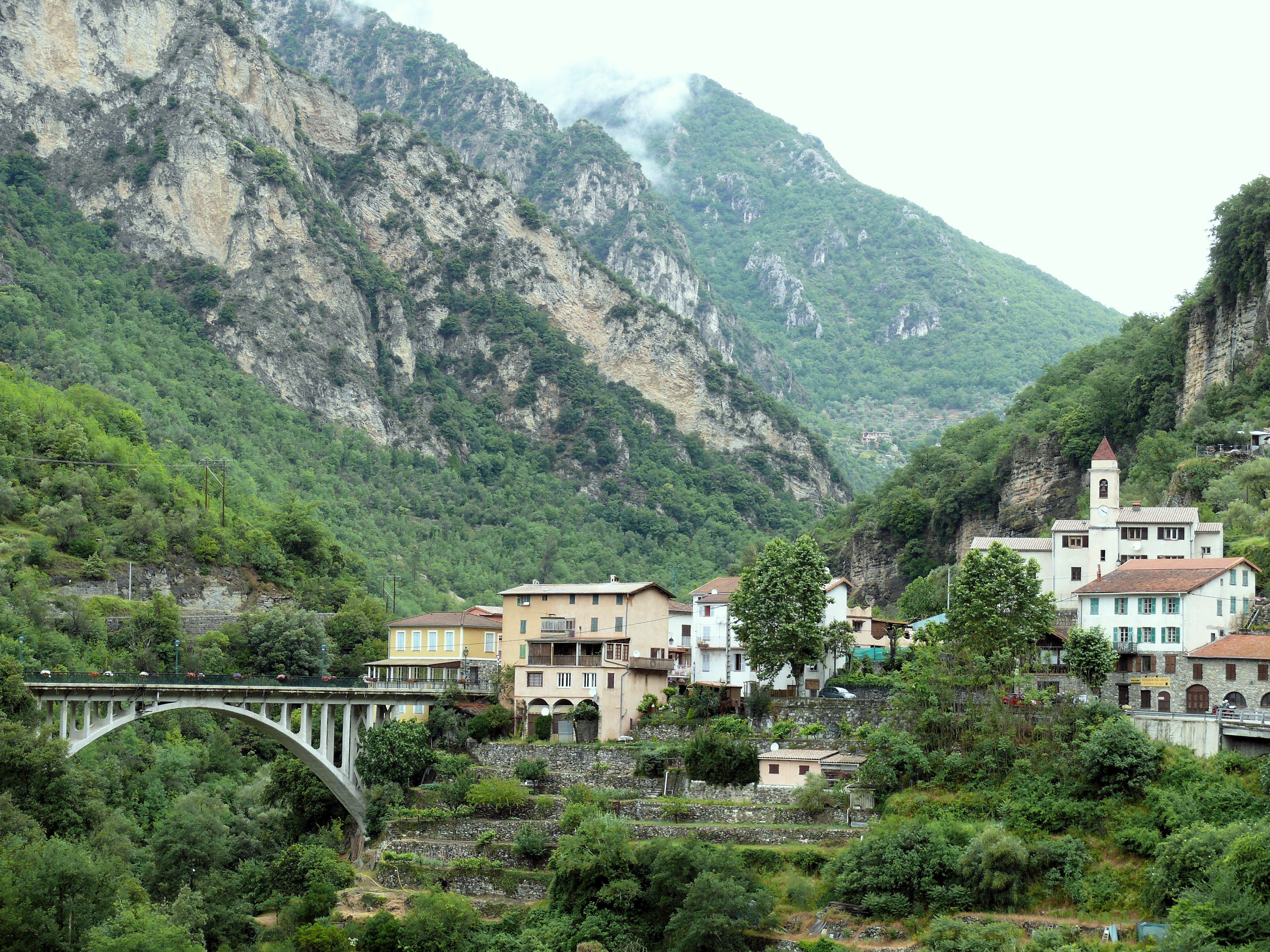
Saint-Jean-la-Rivière, sede comunale d'Utelle

Il territorio del comune di Utelle si trova alla confluenza del Varo e del Tinea, ma il centro storico del villaggio è situato sulle alture che dominano la Valle del Tinea e quella del Vesubia.
Sono frazioni di Utelle le località di Le Blaquet, Le Chaudan, Le Cros d'Utelle, Le Figaret e Saint-Jean-la-Rivière (San Giovanni al Fiume), dove è situato il municipio.
Presso il ponte di Saint-Jean-la-Rivière si trova la presa d'acqua del canale del Vesubia, che alimenta i vari paesi fino a Nizza.

## Storia
Luogo di passaggio nel XV secolo della via del sale da Hyères verso Borgo San Dalmazzo. La storia di Utelle è sempre stata sostanzialmente legata a quella di Nizza e della sua Contea.
Sono proprie di Utelle alcune vicissitudini storiche tipiche anche del Contado di Nizza: Leggenda della Regina Giovanna, Presa della Breccia d'Utelle da parte del generale Massena, rivolta dei Barbet.
I Liguri: il sito è già popolato nell'età del bronzo dai "vesubiani", i quali costruiscono castellari o castellieri, con dei grossi blocchi di pietra, per sé stessi ed i loro greggi.
I Romani: dapprima in lotta contro i Romani, Utelle diventa un crocevia del commercio verso la valle del fiume Druenza.
Il territorio ha fatto da sempre parte della Liguria sotto l'Impero Romano, nel Regno longobardo e nel Regnum Italiae formatosi con Carlo Magno.
Fra il XIII e XIV secolo cadde più volte sotto il dominio dei conti di Provenza, pur conservando una certa autonomia.
La Contea di Provenza: periodo d'insicurezza e di guerra, Utelle afferma la sua "sottomissione" al conte di Provenza, divenuto in seguito re di Napoli.
La regina Giovanna conferma il privilegio di portare coltelli di lunghezza illimitata, da cui il soprannome di Utellesi, equivalente a coltellinai.
A poco meno di 17 anni nel 1343, Giovanna comincia un regno pieno di stravaganza e colpi di scena, così da alimentare la "leggenda della Regina Giovanna", che peraltro, nelle sue travagliate vicende dinastiche, si rifugia infatti in Provenza ad Avignone, presso il papa Clemente VI, e nella confinante Contea di Nizza, la quale sovrana è spesso associata all'altra regina Giovanna d'Angiò, sua parente, non meno dissoluta e spregiudicata di lei, che le successe nel Regno di Napoli nel 1414, regnandovi fino alla sua morte.
Le due figure, Giovanna I di Napoli e Giovanna II di Napoli, nei secoli successivi si fondono spesso nella fantasia popolare partenopea, dando origine ad una serie di leggende truculente e morbose sulla famelica figura della Regina Giovanna, con particolare riferimento a Giovanna II di Napoli, lussuriosa cacciatrice di uomini che dopo aver sfogato le sue brame, era solita ucciderli facendoli cadere in botole della morte.
Il Ducato di Savoia: in occasione della "dedizione" o "congiungimento" di Nizza alla Savoia nel 1388, Utelle rende omaggio ai Conti di Savoia.
La Rivoluzione: nel corso della guerra tra i francesi e gli austro-piemontesi, le truppe francesi occupano la contea di Nizza.
Parecchie battaglie hanno luogo nel retroterra nizzardo, e ad Utelle si nota il successo del generale rivoluzionario Massena, che riesce a far installare dei cannoni sulla Breccia di Utelle per bombardare il paese e "la Madone".
I barbet, metà resistenti e metà banditi, rendono dura la vita ai soldati francesi.
Il comune di Utelle è stato quindi parte integrante della storica Contea di Nizza fino al 1860, ed ha seguito perciò con essa, fin dal 1388, anno di dedizione di Nizza alla Savoia, le vicende storiche prima della Contea di Savoia e del Ducato di Savoia, e poi dopo il Congresso di Vienna, dal 1815 al 1860, le sorti del Regno di Sardegna, facendone parte per quasi mezzo secolo, per essere poi annesso nel 1860 alla Francia, dopo il plebiscito nell'aprile del 1860, secondo le clausole del Trattato di Torino fra Vittorio Emanuele II, re di Sardegna e Piemonte e Napoleone III, imperatore dei Francesi, con cui era ceduto dal primo ministro Camillo Benso, conte di Cavour, il Contado di Nizza alla Francia, per il suo aiuto nella seconda guerra d'indipendenza e l'unità d'Italia.
Il periodo contemporaneo: tornato al Regno di Sardegna-Piemonte dei Savoia, dopo la rivoluzione francese ed il Congresso di Vienna (1815), vi rimane fino al 1860, quando il comune di Utelle, con quasi tutta la Contea di Nizza, per cessione passano alla Francia, di cui seguono la storia con lo sviluppo del dipartimento.
La strada carrabile lungo il fiume Vesubia, attraverso Levens e Duranus, è realizzata nel 1864.
Il perforamento della bassa vallata del Vesubia, con la realizzazione di un traforo, non si fa che intorno all'anno 1900, con l'idea di una ferrovia TNL, sigla per Tranvia di Nizza e del Litorale, e la linea ferrata nella tratta Plan du Var-Saint-Jean-la Rivière con relativo svincolo, è compiuta nel 1893.
La prima vettura, una camionetta con ruote di ferro e pneumatici pieni, attinge Utelle nel 1912, e sottoposta a concorrenza dall'automobile, la tranvia s'arresta definitivamente di funzionare nel 1928. Tale periodo storico è soprattutto segnato dall'esodo rurale: 2 400 abitanti nel 1860 a Utelle solo 500 nel 1960.

## Monumenti e luoghi d'interesse

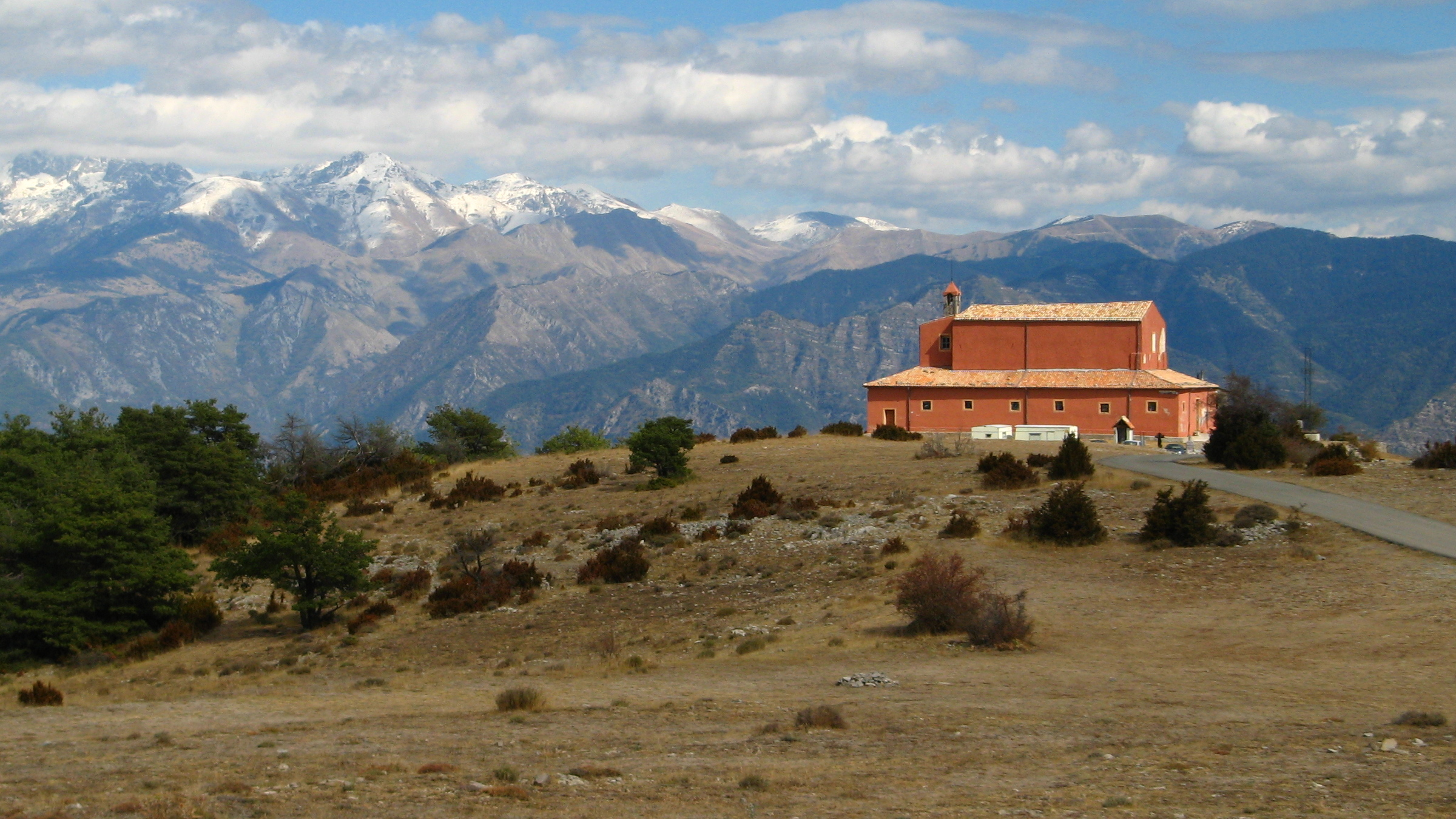
Santuario della Madonna d'Utelle

- Santuario della Madonna d'Utelle: luogo di pellegrinaggio, il santuario, ricostruito nel 1806, fu fondato nell'850 da alcuni marinai spagnoli che ringraziarono così la Vergine di averli salvati dal naufragio, guidandoli per mezzo d'una stella. L'interno contiene ex-voto dei pellegrini riconoscenti.
- La chiesa di San Verano (Église Saint-Véran) del XIV-XVII secolo, cominciata nello stile romanico e portata a termine in quello barocco, presenta numerose ricchezze interne, tra cui una pala d'altare od ancona in legno scolpito, della quale Napoleone avrebbe ben voluto appropriarsi. Un portico gotico precede un portale di legno scolpito.
- La cappella della Santa Croce (Chapelle Sainte-Croix) o "Cappella dei Penitenti Bianchi" (Chapelle des Pénitents blancs).
- L'antica cappella dei "Penitenti Neri", attuale sala delle feste.
- L'antica cappella di San Sebastiano (Chapelle Saint-Sébastien), oggi in stato di degrado.

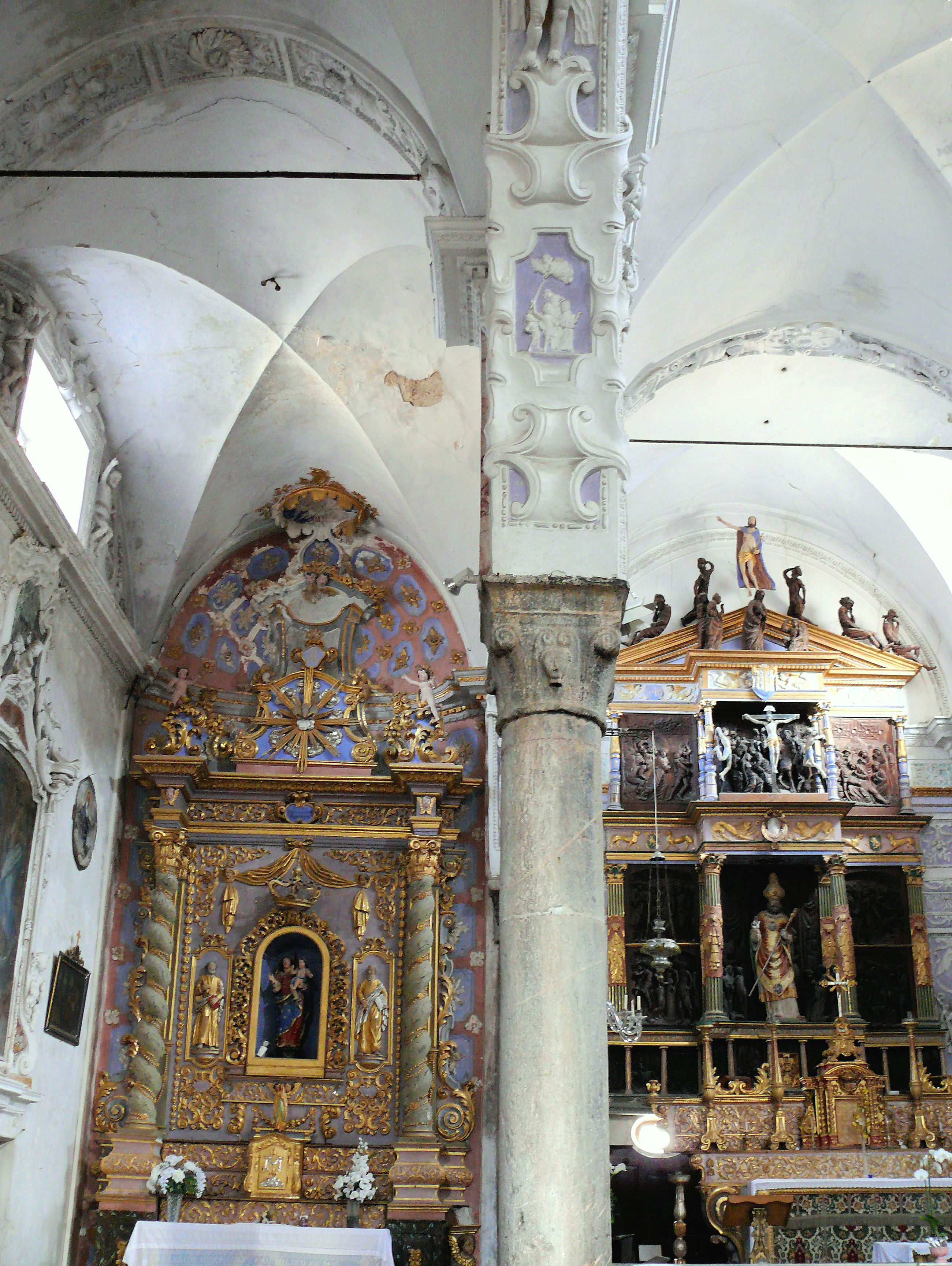
Pala d'altare od ancona dell'abside della chiesa di San Verano (Église Saint-Véran)
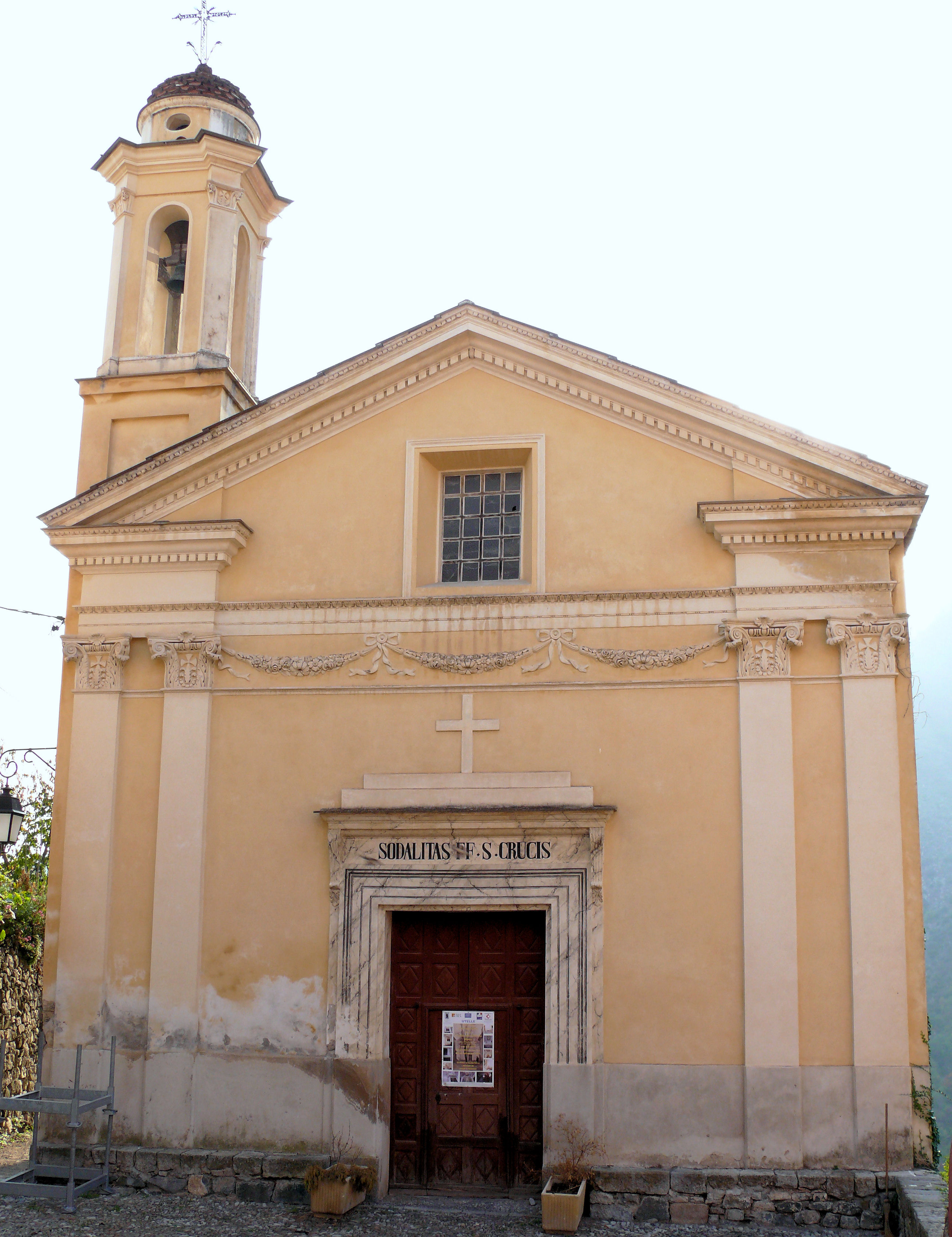
Cappella della Santa Croce (Chapelle Sainte-Croix) della Confraternita dei Penitenti Bianchi (Confrérie des Pénitents blancs)
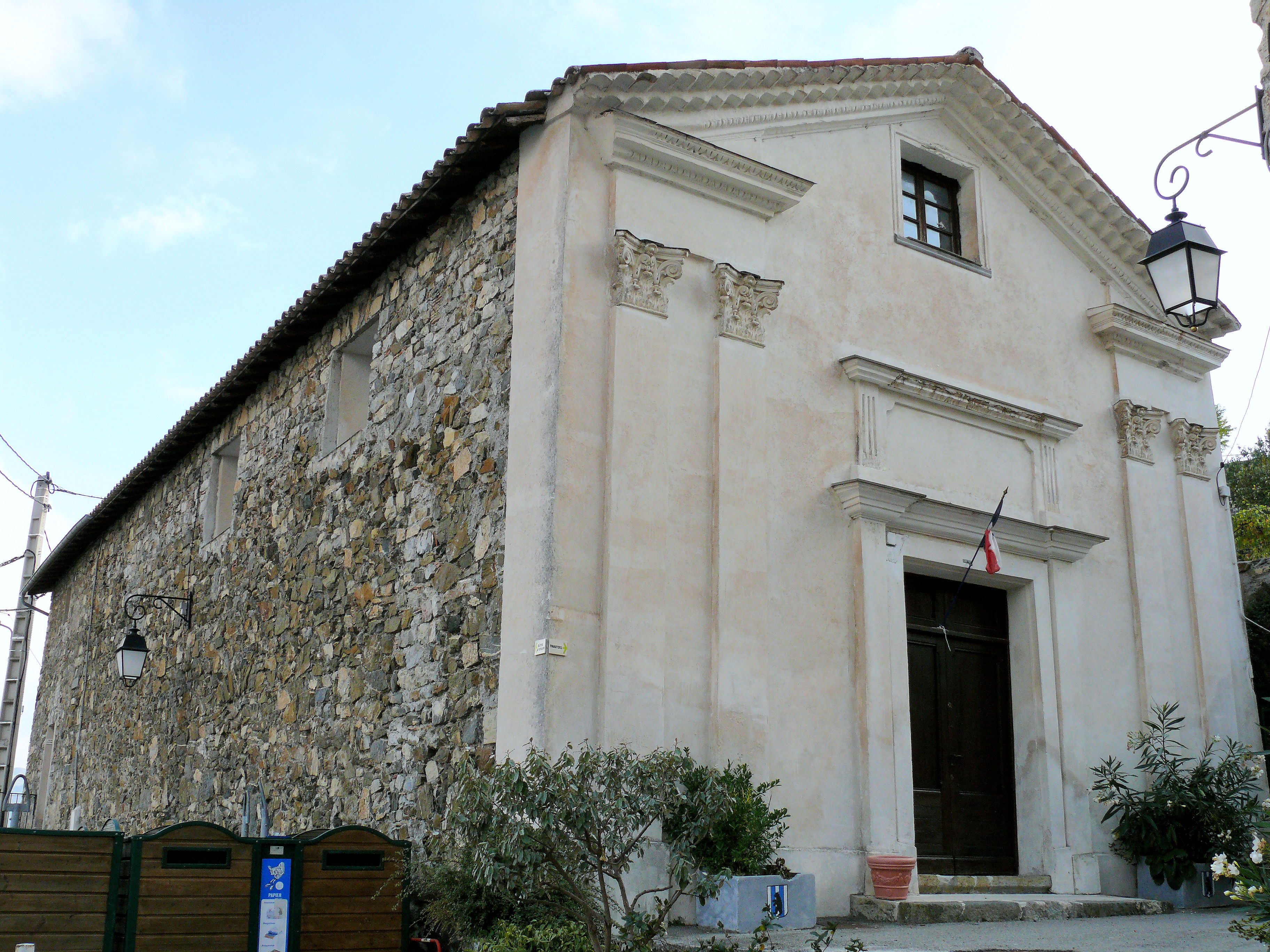
L'antica Cappella dei Penitenti Neri (chapelle des Pénitents noirs)
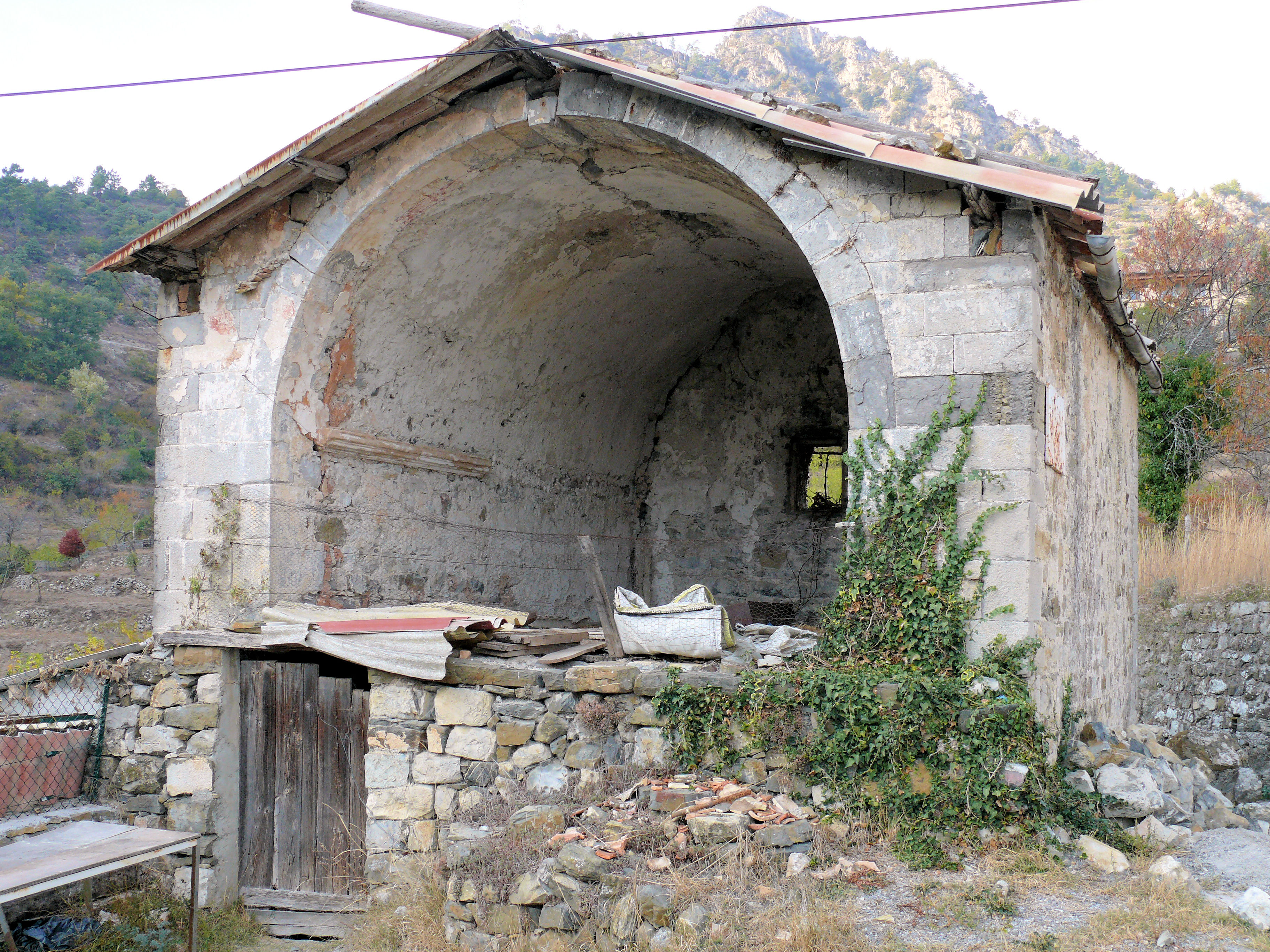
Antica cappella di San Sebastiano (chapelle Saint-Sébastien)

- L'antico ospedale Santa Cristina d'Utelle (Hôpital Sainte-Christine d'Utelle)[8]. La fondazione dell'ospedale è prevista nel testamento del notaro ducale Giacomo Cristini fatto il 16 aprile 1686.
Il testamento prevede che "la confraternita del Gonfalone (quella dei Penitenti Bianchi sotto il vocabolo della Santa Croce) stabilisce un ospedale per i poveri di questo luogo e gli altri … per ciò, il cappellano della detta confraternita dovrà far riparare la sua casa".
Egli lascia in eredità anche 4 lenzuola, una dozzina di tovaglioli, 6 asciugamani, 6 tovaglie ed un letto. Il resto delle spese doveva essere assicurato dalla confraternita.
L'ospedale doveva funzionare già un anno dopo la morte del prete e ricevere i primi malati, ed esso è stato amministrato come tutte le fondazioni pie del Contado di Nizza, seguendo le regole canoniche volute dal fondatore e sotto il patronato del vescovo.

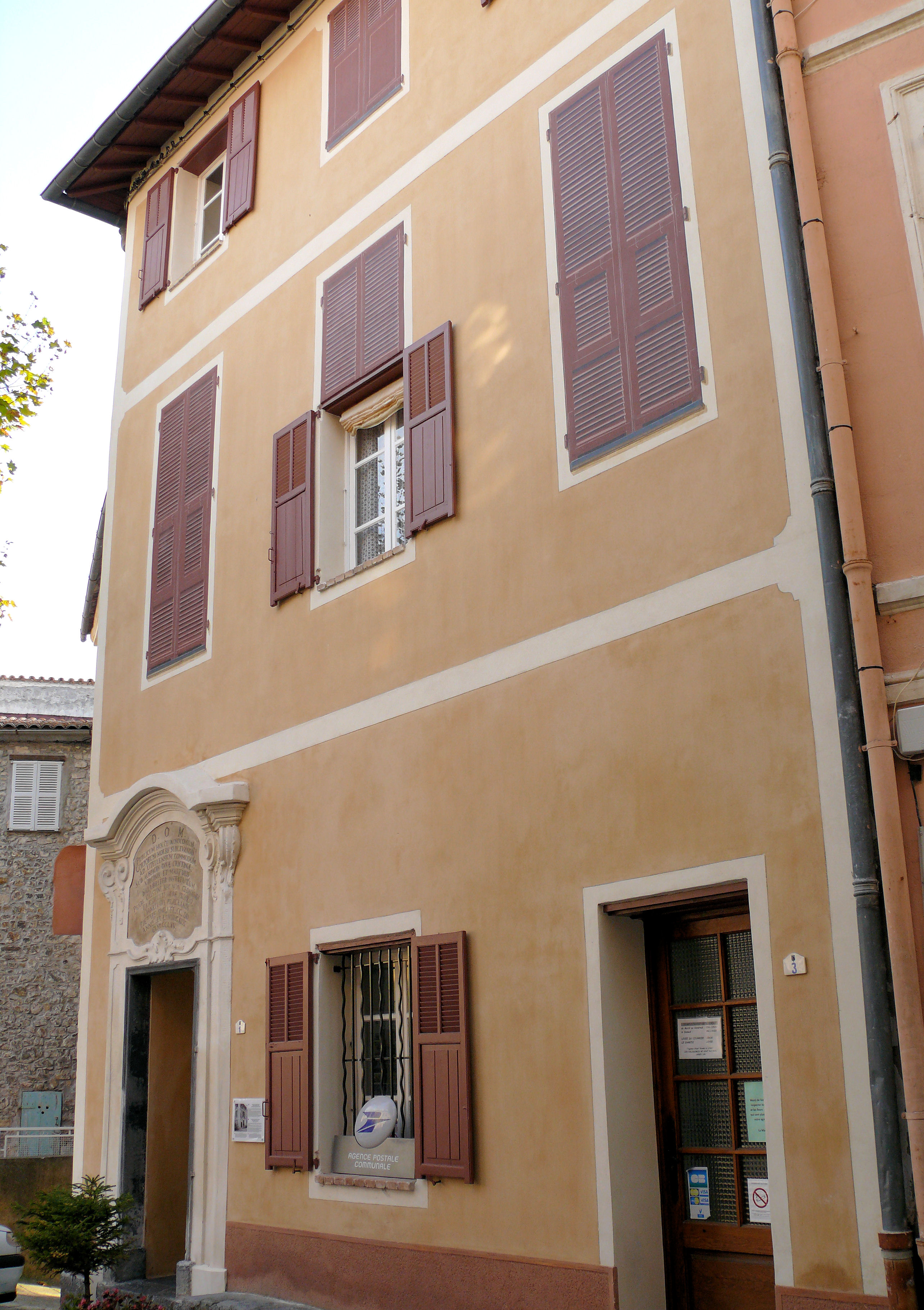
L'antico ospedale di Santa Cristina (hôpital Sainte-Christine)

Il figlio del primo donatore Giovan Battista Cristini, ed i suoi nipoti, Giovan Battista e Gian Ludovico Ghinaudi istituirono un giuspatronato sulla Cappella di Santa Cristina (Chapelle Sainte-Christine) e redassero i loro testamento addì 20 aprile 1740, nel quale essi prevedono la creazione d'un ospedale, la cui realizzazione è affidata a Gian Lodovico, prete e priore anziano di Malaussena.
Alla sua morte, nel 1765, un inventario di tutti i suoi beni immobili e mobili è stato stilato, e si venderono quelli che non avevano alcuna utilità per l'ospedale, e con il denaro sono stati comprati mobili ed utensìli necessari.
Il testamento di Gian Luca Ghinaudi, redatto il 9 ottobre 1765, prevede che la direzione dell'ospedale doveva essere collegiale: il curato della parrocchia, il priore della Confraternita del Gonfalone ed il sindaco del comune, ed è gestito dal rettore economo, Michelangelo Massilia, al momento della sua fondazione, ed il regolamento dell'ospedale è stato redatto soltanto nel 1840.
Il re di Piemonte e Sardegna emana una riforma del sistema d'assistenza sanitaria con l'editto del 24 dicembre 1836 per assicurare la gestione e porre il suo controllo sotto l'autorità del re di Sardegna e Piemonte e dei suoi rappresentanti.
Malgrado l'opposizione del collegio dirigente l'ospedale, il quale fa notare che tali disposizioni non sono conformi ai testamenti, esse furono applicate con l'editto reale emanato da Vittorio Emanuele II di Savoia, re di Sardegna-Piemonte, il 22 marzo 1850. Ed una simile organizzazione è perdurata anche dopo l'annessione del Contado di Nizza alla Francia.
Fin dal 1843, la commissione amministrativa ricordava ai medici che dovevano anche curare al loro domicilio i malati non accolti in ospedale a causa di mancanza di "posti letto" od affetti da malattie non ammesse. L'ospedale fornirà anche il nutrimento ai più poveri.
La Rivoluzione francese comporterà un calo delle entrate tratte dai beni mobili ed immobili dell'ospedale che non furono più sufficienti a coprire le spese.
Nel 1798, il deficit dell'ospedale comporterà la liquidazione dei beni del nosocomio, che ha avuto anche difficoltà a riscuotere i suoi crediti
Un nuovo regolamento entra in vigore nel 1900, e la legge del 21 luglio 1927 "che permetteva la riduzione dei carichi o debiti gravanti sulle fondazioni negli stabilimenti ospedalieri", condurrà alla chiusura dello storico ospedale "Santa Cristina" d'Utelle nel maggio 1928.
- La presa d'acqua del canale del fiume Vesubia che serve ad alimentare d'acqua potabile la campagna nizzarda, il cui acquedotto è realizzato a partire dal 1881 dalla "Compagnia generale delle acque“ (Compagnie générale des eaux) su d'un progetto dell'ingegnere E. Delacroix.
L'insieme delle opere di partenza del canale detto di "Saint-Jean-la-Rivière" (San Giovanni al Fiume) sono iscritte al titolo dei monumenti storici in data 28 novembre 2001.
- Numerose case antiche nelle diverse strade del villaggio d'Utelle.

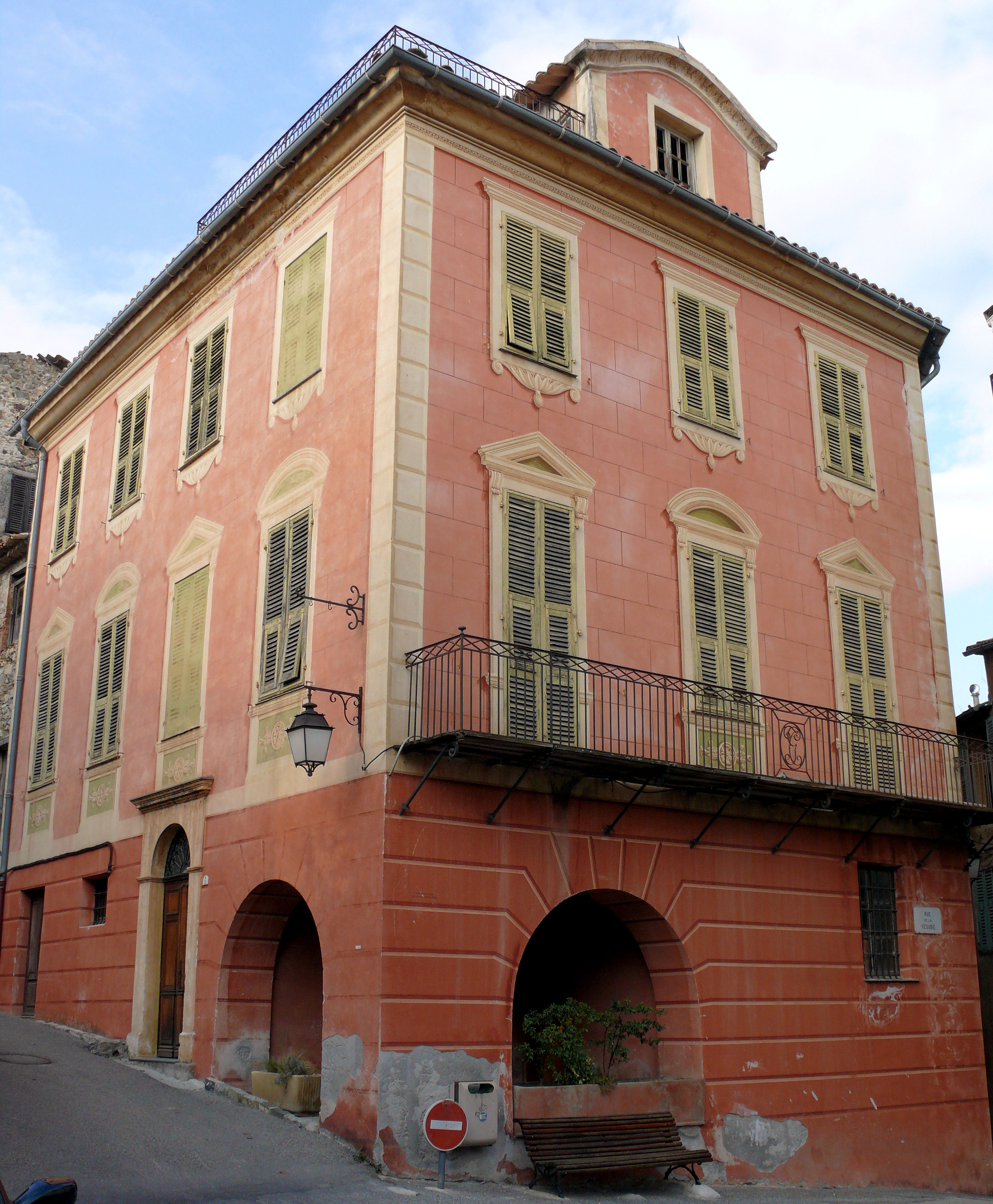
Magione "Thaon" (Maison Thaon) del XVIII secolo, sulla Place de la République (su Piazza della Repubblica)
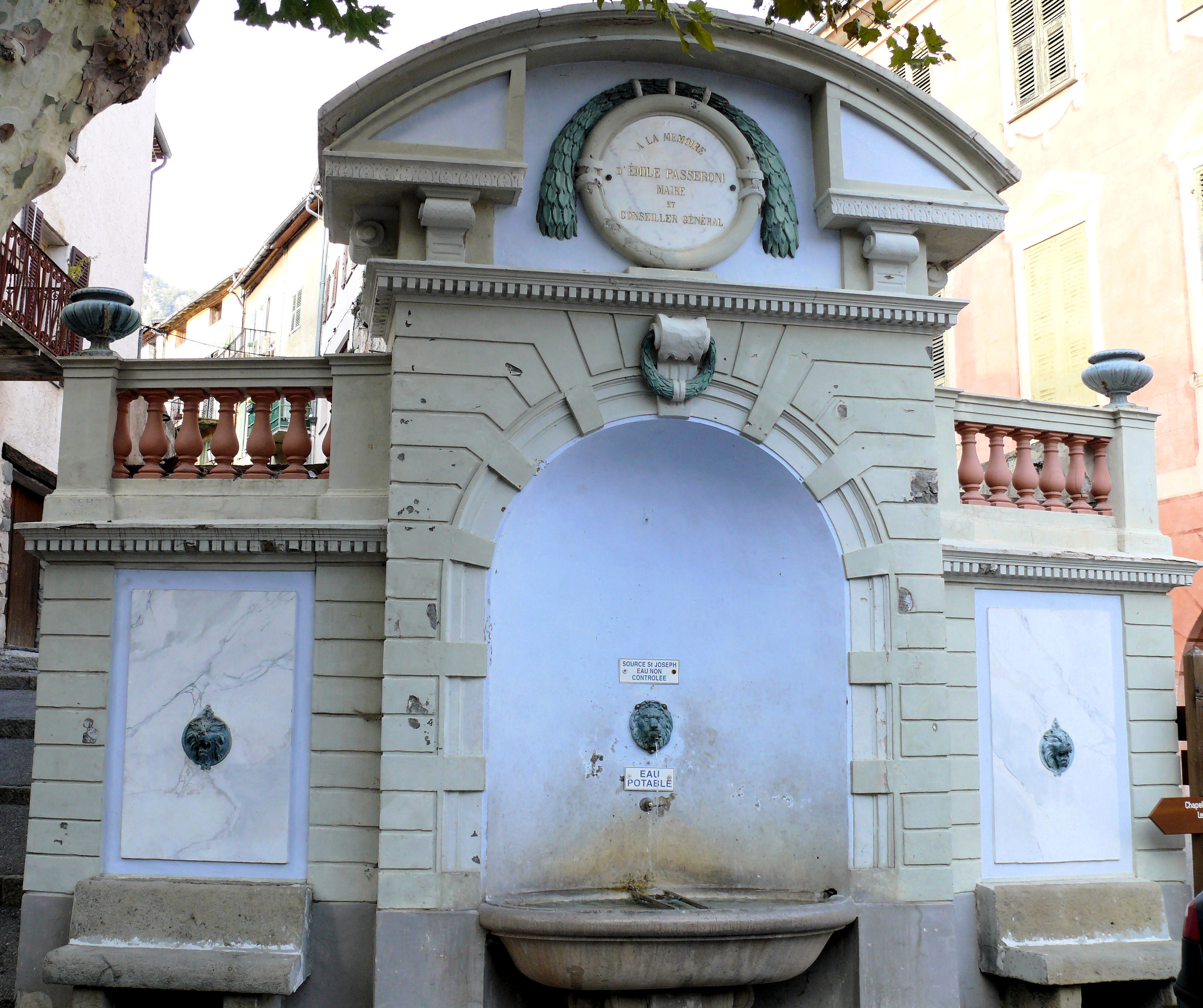
Fontana sulla Place de la République (su Piazza della Repubblica)
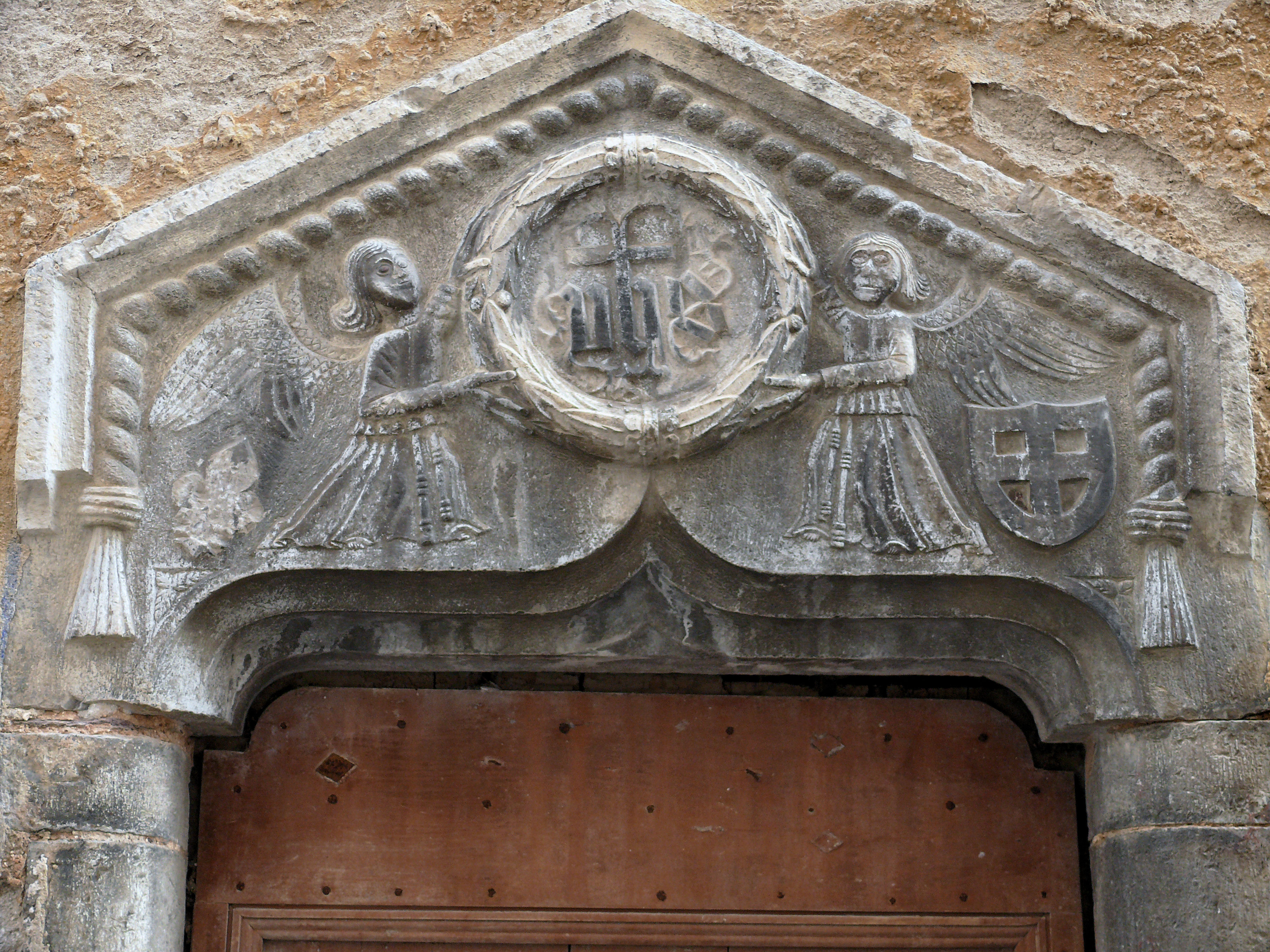
Architrave d'una porta di casa in Rue Émile Passeroni (Via Emilio Passeroni)
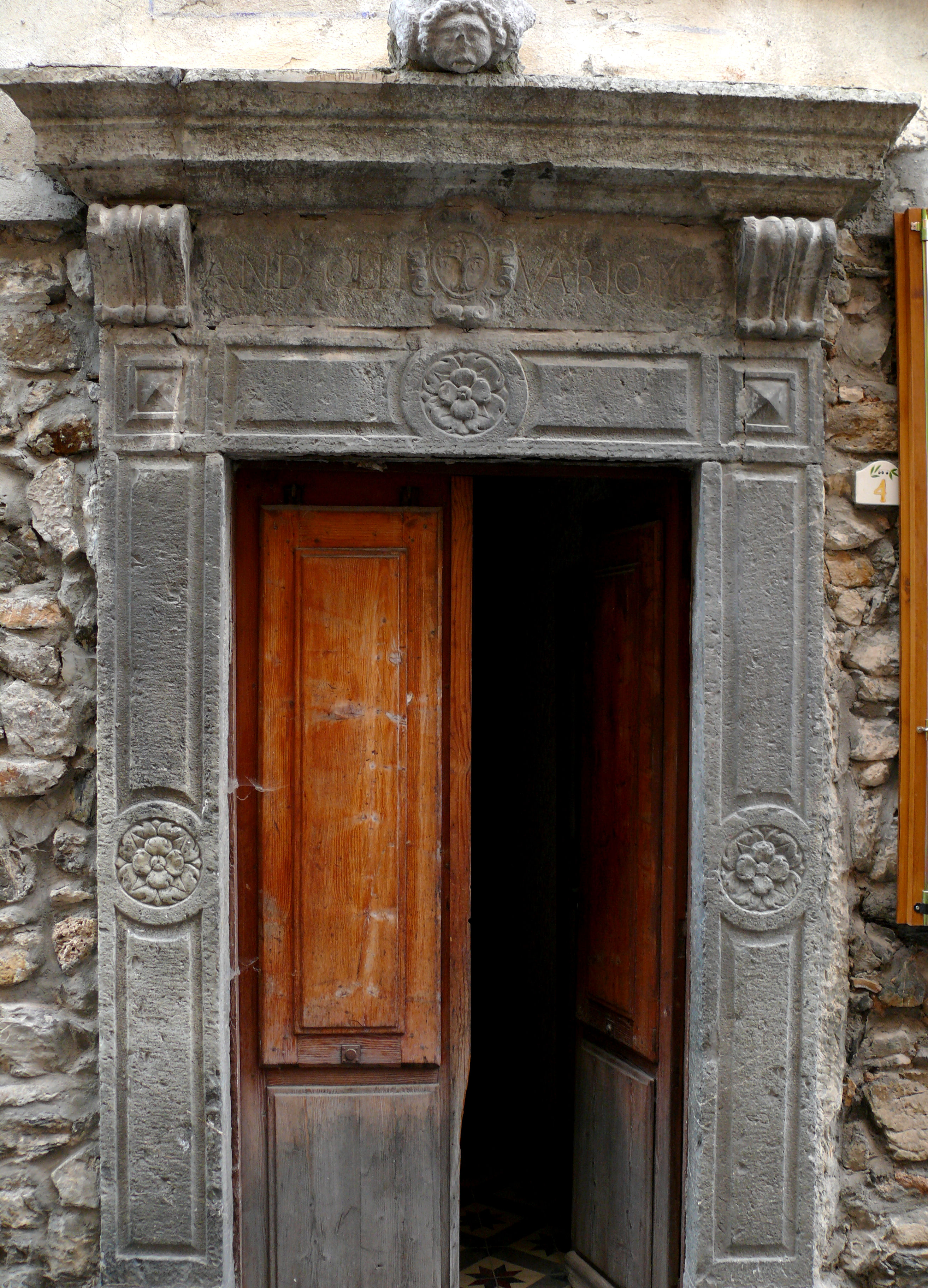
Porta in Rue Émile Passeroni (Via Emilio Passeroni)

## Società

### Evoluzione demografica
Abitanti censiti